# German Body Composition
Il German Body Composition o German Body Comp (GBC) è un tipo di allenamento coi pesi (resistance training) praticato nell'attività di bodybuilding e fitness, particolarmente finalizzato alla riduzione del grasso corporeo.
(Charles Poliquin)

## Introduzione
Il German Body Composition (GBC) training è uno dei metodi di resistance training (allenamento con sovraccarichi) più popolari promossi dal famoso coach canadese Charles Poliquin. Questo metodo ha iniziato ad essere popolarizzato verso la metà degli anni novanta con la pubblicazione del suo libro The German Body Comp Program (1994), e si pone come obiettivo l'enfatizzazione della perdita di grasso corporeo permettendo allo stesso tempo un guadagno di ipertrofia (massa) e endurance muscolare. Il metodo si basa sulla ricerca pionieristica di Hala Rambie, uno scienziato rumeno rifugiatosi nella Germania Ovest. Rambie fece un'importante scoperta, cioè che il metabolismo anaerobico lattacido è più efficace per la perdita di grasso rispetto al metabolismo aerobico. Rambie rilevò che alti livelli di lattato nel sangue diminuiscono i livelli di pH ematico, e a sua volta questa reazione invia segnali al cervello per accelerare la produzione dell'ormone della crescita (GH). È stato poi stabilito che elevati livelli di GH esaltano la perdita di grasso. La ricerca scientifica, soprattutto negli ultimi anni, ha confermato i riscontri positivi degli allenamenti anaerobici sul dimagrimento, rimettendo in discussione l'assoluta necessità dell'esercizio aerobico per questo scopo. Allenamenti anaerobici come il resistance training (allenamento coi pesi), e l'High Intensity Interval Training (HIIT) hanno dimostrato di ridurre efficacemente la massa grassa sul lungo termine, con risultati paragonabili e in alcuni casi superiori rispetto all'attività aerobica.
Nonostante il generale scetticismo espresso da molti sul fatto che il GH prodotto dall'esercizio anaerobico con i pesi sia sufficiente a creare una significativa ossidazione di grassi, a detta di Poliquin questo metodo consentirebbe di ottenere i risultati promessi secondo quanto ha potuto sperimentare su diversi atleti. Il coach canadese afferma di aver seguito soggetti che con questo programma sono riusciti a guadagnare dai 5 agli 8 kg di muscolo in 12 settimane riducendo contemporaneamente la massa grassa, e donne perdere il 7% di massa grassa nello stesso periodo. Non solo il GBC permetterebbe una maggiore perdita di grasso rispetto ai programmi aerobici, ma esso è anche in grado di sviluppare, e non ridurre, la forza e la massa muscolare. Effettivamente l'attività aerobica, oltre a ridurre la perdita di grasso, può potenzialmente ridurre la massa muscolare, con una conseguente perdita di forza e ipertrofia. Oltre ad essere ideale per chi vuole perdere grasso corporeo, secondo Poliquin il programma GBC è particolarmente adatto agli atleti perché sviluppa l’endurance muscolare. Al contrario, l'allenamento aerobico non consentirebbe di migliorare questa qualità per la maggior parte degli sport e comprometterebbe la resistenza e la potenza.

## Caratteristiche
L'approccio generale del GBC si basa su esercizi in prevalenza multiarticolari intervallati da tempi di recupero molto brevi, che vanno dai 10 ai 60 secondi al massimo. L'obiettivo primario è appunto quello di massimizzare la secrezione dell'ormone somatotropo (GH), correlato positivamente con l'elevazione dei livelli di lattato, sottoprodotto metabolico tipico degli allenamenti anaerobici lattacidi. Il GH è un ormone dalle forti capacità lipolitiche (mobilizzazione e utilizzo di grasso), oltre che uno dei principali responsabili dell'anabolismo (crescita) muscolare. I tempi di recupero brevi contribuiscono ad incrementare i livelli di lattato, e l'aumento delle concentrazioni di questo metabolita portano ad incrementare vertiginosamente i livelli di GH, risultando in una significativa perdita di grasso corporeo.
In base agli esempi presentati da Poliquin, il GBC non appare un programma definito, in quanto esistono protocolli molto distinti che possono rientrare sotto questa denominazione. Il GBC raggruppa quindi una vasta famiglia di allenamenti con i pesi mirati alla riduzione del grasso corporeo mediante l'innesco di alcuni meccanismi metabolici ed endocrini comuni.
- In alcuni casi può essere una sorta di allenamento in Tri set, in cui tre esercizi per lo stesso gruppo muscolare vengono intervallati da tempi di recupero di 10 secondi, e questo ciclo viene ripetuto per 3 volte separato da 2 minuti di reucupero. All'interno di una sessione vengono stimolati in successione da 2 a 3 gruppi muscolari. Ogni gruppo muscolare viene allenato con 3 Tri set consecutivi separati da 2 minuti di recupero, ed i 3 esercizi al suo interno devono prevedere un carico che permette rispettivamente 6-RM, 12-RM, e 25-RM (RM, Ripetizioni Massime, significa a cedimento) con uno specifico Speed of movement, differente per ognuno degli esercizi. Vengono quindi compiuti un totale di Tri set che vanno da 6 a 9 per allenamento. Il Time Under Tension (TUT) non appare particolarmente enfatizzato, variando dai 24 ai 45/50 secondi al massimo[11]. Questi tempi di durata coincidono effettivamente con il periodo in cui sistema anaerobico lattacido è preponderante, ma non sono troppo protratti per poter compensare le pause estremamente brevi. In questo caso, il GBC si profila molto più similmente ad una Split routine di ipertrofia che lavora sui singoli gruppi muscolari, in modalità ad alta densità, condividendo alcuni punti con il Circuit training.
- Altre volte il GBC può essere un protocollo a serie multiple composto da esercizi multiarticolari che coinvolgono una vasta mole di gruppi muscolari (squat, affondi, stacchi, trazioni, distensioni, dip, step-up), spesso ereditati dal sollevamento pesi, intervallati da 45 secondi di recupero, e che si concentra meno selettivamente sui singoli gruppi muscolari. In alcuni casi l'ordine degli esercizi prevede la stimolazione della parte superiore e inferiore in alternanza, seguendo una sorta di modello simile al Peripheral Heart Action (PHA), anche se non sempre viene rispettato questo ordine. Inoltre il PHA è un Circuit training, mentre in questo caso vengono svolte serie multiple. Le ripetizioni previste variano da 6 a 10 senza che venga raggiunto il cedimento muscolare. In questo caso, ogni volta che vengono terminati 2 degli esercizi a serie multiple, segue un intervallo da 3 minuti di recupero. Il TUT medio è significativamente inferiore rispetto al protocollo precedente, variando dai 6 ai 32 secondi, questo per via delle serie multiple e degli esercizi più pesanti. Vengono eseguite un totale di 3 coppie di esercizi, ognuno dei quali prevede dalle 3 alle 5 serie, per una media di 24 serie totali a sessione[2].
- Un ulteriore esempio di GBC può essere una sorta di Circuit training in modalità Full body composto da monoserie di esercizi multiarticolari che coinvolgono molti gruppi muscolari (trazioni, dip, stacchi, squat) per 12 ripetizioni a cedimento (RM) separati da 60 secondi di recupero. In questa variante vengono alternati gli esercizi per la parte superiore e inferiore presentandosi similmente al Peripheral Heart Action (PHA), ma a differenza di questo impone pause più lunghe. Una volta terminata la sequenza di esercizi si ripete il ciclo per 3 volte[11].

Come si può notare, un protocollo GBC può essere organizzato in modalità molto diverse. Il punto comune sono i tempi di recupero molto ridotti - da 10 a 60 secondi - ma la regolare introduzione di pause lunghe a intervalli regolari al termine dei vari blocchi - da 2 fino a 5 minuti se l'esercizio è particolarmente pesante - per poter consentire di svolgere tutta la sessione senza che il lattato accumulato ostacoli la prestazione muscolare. Gran parte degli esercizi sono multiarticolari (alcuni derivanti dal sollevamento pesi) per consentire una maggiore risposta metabolica e lattacida, e un maggior reclutamento muscolare, ma si nota anche la possibile introduzione di esercizi monoarticolari. L'intensità, il volume, il numero di cicli, la velocità di movimento, i tempi di recupero, il cedimento muscolare, la distribuzione dei gruppi muscolari nelle sessioni (Full body o Split routine) ecc, sono tutti parametri molto variabili, anche in base al grado di difficoltà del protocollo, alla finalità specifica, o al grado di esperienza dell'atleta. Anche se è stato da alcuni associato al Circuit training e dal Peripheral Heart Action (PHA), il GBC non rispetta sempre e propriamente tali principi, dimostrandosi una strategia di allenamento molto variegata e poco definita.

## Riscontri scientifici
Sebbene nelle banche dati scientifiche non sembra esserci traccia della ricerca dello scienziato Hala Rambie sulla relazione tra lattato e GH, e sugli effetti positivi del GH sul dimagrimento, nella letteratura scientifica più recente questi risultati sono ampiamente confermati negli ultimi decenni.
Kraemer et al. (1990), paragonarono gli effetti ormonali di 6 diversi protocolli di allenamento di resistenza su 9 soggetti maschi. I diversi protocolli erano impostati con lo stesso ordine di esercizi, ma differivano per numero di ripetizioni massime (RM) tra 5 e 10 RM, e tempi di recupero, tra 1 e 3 minuti. Ognuno di questi 6 allenamenti presentava una diversa combinazione di questi 2 parametri. Tra le varie osservazioni, notarono che non tutti i protocolli producevano lo stesso incremento del GH. Le più alte risposte di questo ormone erano osservate nei protocolli dal maggiore lavoro totale, con 1 minuto di pausa, e 10 RM (correlati indicativamente con un'intensità relativa al 75% 1RM). I sintesi, nei protocolli con un le ripetizioni maggiori (aumento del TUT), e pause più brevi, aumentava la secrezione di GH.
Smilios et al. (2003) esaminarono gli effetti del numero di serie e ripetizioni sulla produzione di testosterone, cortisolo, GH, testando tre diversi protocolli di allenamento, ovvero forza massima (5 rip. all'88% 1-RM, 3 minuti di recupero), ipertrofia muscolare (10-RM=75% 1-RM, 2 minuti di recupero), e forza resistente(15-RM=60% 1-RM, 1 minuto di recupero). I livelli ormonali vennero misurati, prima, immediatamente, e a 15 e 30 minuti a seguito dell'esercizio. Il cortisolo e il GH erano più alti nei protocolli ipertrofia e forza resistente rispetto al protocollo forza massimale, e solo quando venivano eseguite 4 e 6 serie. I livelli di GH si presentavano più elevati nel protocollo di forza resistente rispetto al programma di ipertrofia quando venivano eseguiti 2 o 4 serie, mentre il cortisolo era più alto dopo il programma di forza resistente solo quando venivano eseguite 2 serie. Il livelli di testosterone non cambiavano tra i vari tipi di allenamento. Anche se lo studio era più concentrato sulle differenze tra il numero di serie, si è notato che il GH aumentava più nei protocolli a media e bassa intensità, cioè ipertrofia e endurance muscolare. Ma l'endurance favoriva un maggiore innalzamento del GH rispetto al programma ipertrofia, stando a significare che maggiori ripetizioni e un maggior Time Under Tension, correlati a una maggiore produzione di lattato, influivano sul maggiore aumento del GH.
Boroujerdi e Rahimi (2008) esaminarono gli effetti di diversi intervalli di riposo tra le serie sulle risposte ormonali di 10 uomini allenati (di età media 22 anni). I soggetti hanno eseguito 2 diversi protocolli di allenamento di resistenza simili per quanto riguarda il volume totale di lavoro (serie x ripetizioni x carico), ma differivano per quanto riguarda la durata delle pause tra le serie (1 contro 3 minuti). I ricercatori rilevarono che i livelli sierici di GH e le concentrazioni di lattato nel sangue nel post esercizio erano significativamente più elevati nei protocolli con pause brevi (1 minuto) rispetto a quelli con pause lunghe (3 minuti), anche se i recuperi non hanno influito sui livelli di IGF-1. Questi dati
suggeriscono che la durata dei tempi di recupero tra le serie nell'esercizio di resistenza influenza i livelli di GH sierico, deve essere considerato che brevi tempi di recupero tra le serie inducono maggiori risposte acute del GH rispetto a tempi di recupero lunghi. Dato che il GH è un ormone anabolico, questa constatazione potrebbe avere implicazioni per quanto riguarda l'ipertrofia nell'allenamento di resistenza.
Bottaro et al. (2009) investigarono sulle risposte ormonali acute di tre differenti tempi di recupero tra le serie in un allenamento coi pesi per la parte inferiore del corpo. I soggetti vennero divisi in 3 gruppi, con pause rispettivamente da 30, 60 e 120 secondi tra le serie. In linea col resto delle ricerche, l'entità delle risposte acute del GH è risultata maggiore con 30 secondi di recupero rispetto a 60 o 120 secondi.
Buresh et al. (2009) analizzarono le differenze tra tempi di recupero di 1 minuto e di 2,5 minuti sulle risposte ormonali, i guadagni della forza e dell'ipertrofia sulle braccia e cosce, e sulla composizione corporea, durante un programma di allenamento di 10 settimane. L'esercizio con pause brevi portò ad una maggiore risposta ormonale rispetto alle pause lunghe, ma questo effetto era notabile solo sul breve termine, cioè solo nella prima settimana di allenamento.
Ad ogni modo diverse evidenze scientifiche riconoscono nei tempi di recupero brevi una strategia efficace per ridurre il gasso corporeo, sebbene questi risultati non lo provino in maniera diretta. Viene osservato che, a parità di intensità (o carico sollevato), il dispendio energetico durante e dopo l'allenamento viene incrementato limitando i tempi di recupero tra le serie a 30 o meno secondi. Altre ricerche hanno dimostrato che quando i soggetti seguivano pause di 30 secondi tra le serie di distensioni su panca piana, il dispendio calorico era più elevato del 50% rispetto a quando le pause erano di 3 minuti.
Per quanto riguarda il Time Under Tension o TUT (cioè la durata della serie), è stato rilevato che sforzi anaerobici lattacidi più protratti portano ad aumentare i livelli di GH, che si dimostrano proporzionali ai livelli di lattato, a sua volta proporzionale alla durata del TUT. In linea con i precedenti risultati di Kraemer, anche Häkkinen e Pakarinen (1993) esaminarono le risposte ormonali in risposta a diversi protocolli di resistenza. Dieci atleti di forza maschi 2 vennero sottoposti a diversi tipi di allenamento pesante in giorni diversi. Nella sessione A il carico dello squat era massimale (100% 1RM) e prevedeva 20 serie x 1 ripetizione massima (a cedimento). Nella sessione B il carico sullo stesso esercizio era submassimale, impostato al 70% 1RM con 10 serie da 10 ripetizioni massime (cedimento). Il tempo di recupero tra le serie in entrambi i protocolli era di 3 minuti. Nella sessione B ebbe luogo un incremento dei livelli di testosterone, cortisolo, e GH, mentre nella sessione A venne rilevato solo un leggero aumento del GH. In definitiva, il programma da 10 RM (75% 1RM) era correlato ad un maggiore stimolo ormonale anabolico, e la maggiore secrezione di GH in questo protocollo sembrava essere correlato con una maggiore produzione di lattato.
Un un'altra ricerca di Kraemer et al. (1993) vennero testati 6 differenti protocolli di Resistance training con combinazioni diverse di intensità/ripetizioni (5-RM e 10-RM), e tempi di recupero (1 minuto o 3 minuti). Anche questa volta venne riscontrato che il maggiore incremento dei livelli di GH veniva ottenuto con 10-RM e pause più brevi, indicando che alte ripetizioni, le quali sortivano un effetto maggiormente lattacido/glicolitico, stimolavano maggiormente i livelli dell'ormone anabolico e lipolitico.
Ad ulteriore conferma di questi risultati si aggiunge la ricerca di Goto et al. (2004). L'équipe di scienziati giapponesi paragonò diversi protocolli di Resistance training con varie combinazioni tra alta e bassa intensità per rilevare le risposte ormonali ed i guadagni di forza, resistenza e ipertrofia muscolare. Gli incrementi di GH post esercizio mostrarono una maggiore correlazione con il protocollo in cui venivano svolti 10-RM, rispetto ad un protocollo con carichi al 90% 1-RM (circa 3-RM), e a un Drop set doppio che coniugava i due precedenti.
Per quanto riguarda gli effetti positivi del GH prodotti dall'esercizio anaerobico, Pritzlaff et al. (2000) stabilirono che "esiste una correlazione positiva tra l'intensità dell'esercizio e sia il dispendio glucidico durante l'esercizio, che il dispendio lipidico durante il recupero (tempi di recupero tra le serie e EPOC), e l'incremento dell'impiego lipidico durante il recupero con alte intensità è legato alla secrezione di GH". Secondo Ormsbee et al. (2007), l'esercizio coi pesi contribuisce a migliorare la composizione corporea, in parte grazie ad una maggiore lipolisi del tessuto adiposo sottocutaneo addominale, ma migliora le capacità di ossidazione di grassi da parte del corpo e aumenta il dispendio energetico. Uno degli importanti effetti dell'esercizio coi pesi sul dimagrimento è quello di massimizzare l'EPOC, cioè il consumo di ossigeno in eccesso post-esercizio. Questo concetto, noto in passato come debito di ossigeno, rappresenta in altri termini l'incremento del metabolismo basale e del dispendio energetico per diverse ore a seguito dell'allenamento fisico. L'EPOC rappresenta una fase in cui il metabolismo energetico si sposta su un utilizzo preferenziale di lipidi piuttosto che di glucidi, e l'esercizio coi pesi ha dimostrato di avere un maggiore impatto su questo evento metabolico rispetto all'attività aerobica.

### Conclusioni
Il German Body Comp (GBC) training sembra basarsi su principi scientifici fondati. È stato infatti da tempo ampiamente dimostrato che il Resistance training possa garantire una riduzione del grasso corporeo, un effetto dovuto, tra i vari fattori, all'azione lipolitica di molecole come il GH e le catecolammine (adrenalina e noradrenalina), e all'aumento della massa muscolare, la quale non viene sviluppata con l'attività aerobica, e ha un effetto favorevole sull'aumento del metabolismo basale (con un conseguente aumento del dispendio lipidico basale). Il GBC cerca di enfatizzare la produzione di GH soprattutto riducendo i tempi di recupero tra gli esercizi, una strategia effettivamente confermata dai ricercatori. Anche la scelta di eseguire solo o in gran parte esercizi multiarticolari che coinvolgono grandi masse muscolari è stata associata dai ricercatori ad una maggiore risposta degli ormoni anabolici. Secondo i ricercatori, per la loro superiorità in termini di risposte metaboliche ed endocrine, gli esercizi multiarticolari ad alta sinergia, cioè quelli che coinvolgono grandi masse muscolari, sono determinanti nei programmi di allenamento coi pesi mirati al miglioramento della composizione corporea, cioè all'aumento della massa muscolare e/o al dimagrimento. Si crede che il principale fattore che influenza la secrezione di GH sia l'accumulo di ioni idrogeno (H+) indotti dall'acidosi del lattato, la quale elevazione è appunto caratteristica del metabolismo anaerobico glicolitico o lattacido. In tempi recenti l'esercizio anaerobico è stato riconsiderato come efficace strategia per il dimagrimento, dopo che diverse ricerche hanno constatato che l’Interval training ad alta intensità (un metodo di allenamento cardiovascolare misto anaerobico/aerobico) potesse favorire una riduzione adiposa paragonabile, e alcune volte superiore rispetto all'attività aerobica. Numerose sono inoltre le ricerche e i documenti che attribuiscono al Resistance training un metodo per mantenere la buona salute e/o la riduzione adiposa. In tempi molto recenti è stato proposto un altro metodo di allenamento con i pesi pensato appositamente per ridurre il grasso corporeo che prende il nome di Metabolic resistance training (MRT), e questa sembra essere un'ulteriore conferma della fondatezza delle teorie di Poliquin sull'esercizio anaerobico, e la sua correlazione col dimagrimento.

### Sintesi
Il principi del GBC in sintesi si concentrano su:
- intensità bassa-moderata (40-70% 1RM);
- alto volume (18-30 stazioni);
- alta densità;
- media frequenza (tre giorni su cinque o quattro su sette);
- Time Under Tension variabile (6-25 secondi);
- brevi tempi di recupero (10-45 s);
- ripetizioni variabili (6-25);
- ripetizioni eccentriche;
- Speed of movement molto variabile;
- cedimento muscolare non sempre previsto;
- prevalenza di esercizi multiarticolari ad alta sinergia muscolare;
- prevalenza di Tri set o Circuit training;

## Esempi di programma GBC

### Sessione GBC dimostrativa (Total body)[11]
- hack squat 12-RM 60"
- Trazioni strette alla sbarra 12-RM 60"
- Stacco da terra 12-RM 60"
- Dip parallele 12-RM 60"

(ripetere il ciclo x 3 volte)

### Programma GBC avanzato[2](Total body)

#### Frequenza su microciclo di sette giorni
- Giorno 1: Allenamento A
- Giorno 2: Allenamento B
- Giorno 3: riposo
- Giorno 4: Allenamento C
- Giorno 5: Allenamento D
- Giorno 6: riposo
- Giorno 7: riposo

#### Allenamento A
- Snatch Pull su padana 5 x 6 45" (X-0-X-0)
- Affondi in avanzamento 5 x 6 passi per gamba 45" (X-0-X-0)

Riposare 3 minuiti dopo aver terminato le serie dei rispettivi esercizi.
- Cyclist Back Squat 4 x 6-8 45" (3-0-X-0)
- Trazioni a presta stretta 4 x 6-8 45" (3-0-X-0)

Riposare 3 minuiti dopo aver terminato le serie dei rispettivi esercizi.
- Lying Leg Curl (piedi flessi) 4 x 6-8 45" (3-0-X-0)
- Panca declinata manubri (presa supina) 4 x 6-8 45" (3-0-X-0)

Riposare 3 minuiti dopo aver terminato le serie dei rispettivi esercizi.

#### Allenamento B
- Stacchi su pedana 5 x 6 45" (4-0-X-0)
- Trazioni stretta sbarra 5 x 6 45" (2-0-X-0)

Riposare 3 minuiti dopo aver terminato le serie dei rispettivi esercizi.
- Step-up russo 4 x 8-10 45" (X-0-X-0)
- Dip parallele convergenti 4 x 8 45" (3-0-X-0)

Riposare 3 minuiti dopo aver terminato le serie dei rispettivi esercizi.
- Leg Curl prono (piedi extrarotati) 3 x 6-8 45" (3-0-X-0)
- Shoulder press manubri (presa neutra) 3 x 6-8 45" (3-0-X-0)
- Extrarotazioni braccio da seduto 3 x 6-8 45" (3-0-X-0)

Riposare 3 minuiti dopo aver terminato le serie dei rispettivi esercizi.

#### Allenamento C
- Girata al petto su pedana 5 x 6 45" (X-0-X-0)
- Lumberjack 5 x 6 45" (X-0-X-0)

Riposare 3 minuiti dopo aver terminato le serie dei rispettivi esercizi.
- Front Squat piedi vicini con gradino 4 x 4-6 45" (3-2-X-0)
- Panca inclinata con bilanciere spesso 4 x 6-8 45" (3-0-X-0)
- Trazioni alla sbarra Lean-Away 4 x 6-8 45" (3-0-X-0)

Riposare 3 minuiti dopo aver terminato le serie dei rispettivi esercizi.
- Leg curls prono (piedi flessi e intrarotati) 3 x 6-8 45" (3-0-X-0)
- Rematore manubrio monolaterale 3 x 8-10 45" (2-0-1-2)
- Extrarotazioni al cavo basso 3 x 10-12 45" (3-0-X-0)

Riposare 3 minuiti dopo aver terminato le serie dei rispettivi esercizi.

#### Allenamento D
- Stacco snatch su pedana (Mantieni Ripetizioni, MR) 10 x 6 45" (X-0-X-0)

Riposare 5 minuiti dopo aver terminato tutte le serie dell'esercizio.
- Curl bilanciere spesso (Mantieni Ripetizioni, MR) 8 x 8 45" (3-0-X-0)
- French press su declinata (EZ bar) (Mantieni Ripetizioni, MR) 8 x 8 45" (3-0-X-0)

### Programma GBC avanzato[11](Split routine)

#### Frequenza su microciclo di cinque giorni
- Giorno 1: A. Gran pettorale e Gran dorsale
- Giorno 2: B. Cosce
- Giorno 3: riposo
- Giorno 4: C. Deltoidi, Bicipiti, Tricipiti
- Giorno 5: riposo

#### A. Gran pettorale e Gran dorsale
Gran pettorale:
- Distensioni manubri panca 45° 6-RM (4-0-X-0) 10"
- Distensioni bilanciere panca 45° 12-RM (2-0-X-0) 10"
- Distensioni manubri panca 30° 25-RM (1-0-X-0) 2'

(ripetere il ciclo x 3 volte)

Gran dorsale:
- Trazioni strette alla sbarra (zavorra) 6-RM (4-0-X-0) 10"
- Rematore bilanciere 12-RM (2-0-X-0) 10"
- Pulley al collo 25-RM (1-0-X-0) 2'

(ripetere il ciclo x 3 volte)

#### B. Cosce
Quadricipiti/Glutei:
- Squat 6-RM (4-0-X-0) 10"
- Affondi 12-RM (2-0-X-0) 10"
- Leg Extension 25-RM (1-0-X-0) 2'

(ripetere il ciclo x 3 volte)

Ischio-crurali:
- Leg Curl 6-RM (4-0-X-0) 10"
- Mezzi stacchi alla rumena 12-RM (2-0-X-0) 10"
- Hpx 45° o Hpx inverso 25-RM (1-0-X-0) 2'

(ripetere il ciclo x 3 volte)

#### C. Delotidi, Tricipiti, Bicipiti
Deltoidi:
- Shoulder press manubri seduto 6-RM (4-0-X-0) 10"
- Alzate laterali seduto 12-RM (2-0-X-0) 10"
- Alzate laterali ai cavi 25-RM (1-0-X-0) 2'

(ripetere il ciclo x 3 volte)

Tricipiti:
- Dip o Distensioni strette 6-RM (4-0-X-0) 10"
- French press su declinata bil. 12-RM (2-0-X-0) 10"
- Push down 25-RM (1-0-X-0) 2'

(ripetere il ciclo x 3 volte)

Bicipiti:
- Curl manubri su inclinata 6-RM (4-0-X-0) 10"
- Curl bilanciere in piedi 12-RM (2-0-X-0) 10"
- Curl al cavo basso 25-RM (1-0-X-0) 2'

(ripetere il ciclo x 3 volte)

### Ulteriori note
- Se ci si allena in una palestra commerciale molto frequentata e vengono occupati gli esercizi durante il programma è possibile improvvisare eseguendo movimenti diversi.
- Mantenere inizialmente 3 circuiti per gruppo muscolare. In seguito aumentare a 4 circuiti dopo 2 o 3 settimane.
- È necessario mantenere gli interi 2 minuti previsti ad ogni termine di un ciclo. Se non si rispetta questa tempistica si potrebbe non essere capaci di utilizzare un carico sufficiente, o completare le ripetizioni predefinite, compromettendo la massima produzione di lattato.
- Effettuare meno ripetizioni di quelle previste non permetterà di produrre abbastanza lattato e di conseguenza non secernere abbastanza GH.
- Questo metodo richiede un alto grado di motivazione, per cui può essere consigliata l'assunzione di uno stimolatore per favorire il completamento dell'allenamento.

## Altri metodi di resistenza
- Circuit Training (CT)
- Peripheral Heart Action (PHA)
- High Volume Training (HVT)
- High Intensity Training (HIT)/Heavy Duty (HD)
- Weider system
- Gironda's 8x8 Training
- High Tension Training (HTT)
- Position of flexion (POF)
- German Volume Training (GVT)
- Hypertrophy-Specific Training (HST)
- Paired set training
- Power factor training
- Static contraction training
- Body contact
- Zone training
- Metabolic resistance training (MRT)
- Fascial Stretch Training (FST-7)
- Breve intenso infrequente organizzato (BIIO)